# Ekonomika Austrálie
Ekonomika Austrálie je jeden z největších smíšených světových trhů s HDP 1,78 bilionu australských dolarů v roce 2020. Celkové bohatství země činí 6,4 bilionu australských dolarů v roce 2015. V roce 2012 šlo o dvanáctou největší národní ekonomiku dle nominálního HDP a 17. dle parity kupní síly HDP, okolo 1,7% světové ekonomiky. Austrálie je 19. největší vývozce i dovozce. 
Australské ekonomice dominuje terciární sektor, který tvoří 68 % HDP. Těžba činí 7 % HDP, včetně služeb ohledně těžby a tak byla celková hodnota těžebního průmyslu v letech 2009–10 8,4 % HDP. Ekonomický růst je do značné míry závislý na těžebním průmyslu a zemědělství (12 % HDP), jejichž produkty se vyváží hlavně na východoasijský trh. I přes nedávný pokles těžby v zemi zůstává australská ekonomika pružná a stabilní.